# Mavişehir
 (août 2022).
Mavişehir est un quartier du district de Karşıyaka à Izmir et situé dans la région égéenne en Turquie.